# Sozòpol
Sozòpol (búlgar: Созопол, grec: Σωζόπολις, turc: Süzebolu) és una antiga i petita ciutat localitzada a 30 km al sud de Burgàs, a la part sud de la costa búlgara del mar Negre. Actualment és més coneguda per les seves platges, l'art d'Apol·lònia i el festival de cinema.
Era l'antiga ciutat i colònia grega del mar Negre anomenada Apol·lònia.

## Història
Sozòpol és una de les més antigues ciutats de la costa tràcia del mar Negre de Bulgària. El primer assentament està datat a l'edat del bronze. Les exploracions submarines de la regió del port revelen vestigis d'habitatges, ceràmica, ossos i eines del mil·lenni I aC. A la badia s'han descobert moltes àncores del 2000 aC i del 1000 aC.
La ciutat, anomenada primer Antheia, va ser fundada a Tràcia, a la vora del Pont Euxí, en un illot, per Anaximandre (nascut al 610-609 aC), al capdavant dels colonitzadors milesis. El nom va ser aviat canviat per Apol·lònia, a causa d'un temple dedicat a Apol·lo, en el qual hi havia una famosa i colossal estàtua del déu de 9 m d'alt, realitzada per Calamis, que seria traslladada a Roma per Lucul·le i emplaçada al Capitoli. En diverses èpoques, Apol·lònia va ser coneguda com a Apol·lonia Pòntica  (Apol·lònia del mar Negre, l'antic Euxí) i com a Apol·lònia Magna (Gran Apol·lònia ).
Les monedes, les primeres que es van encunyar al segle iv aC, mostren un os i la imatge d'Apol·lo. Les monedes imperials, que continuen fins a la primera meitat del segle iii i la Taula de Peutinger, també contenen el nom d'Apol·lònia. Però en el Periplus Ponti Euxini, de l'any 130-31, i a les Notitiae Episcopatuum ja hi figura el nom de Sozòpolis. El 1328 Cantacuzène (ed. Bonn, I, 326) parla d'una gran i populosa ciutat. La illeta està avui connectada amb terra ferma per una estreta llengua de terra. Sozòpolis, la turca Sizebolou, la búlgara Sozòpol, es troba a l'actual província de Burgàs, Bulgària. Els seus 3.000 habitants, gairebé exclusivament grecs, vivien de la pesca i l'agricultura.

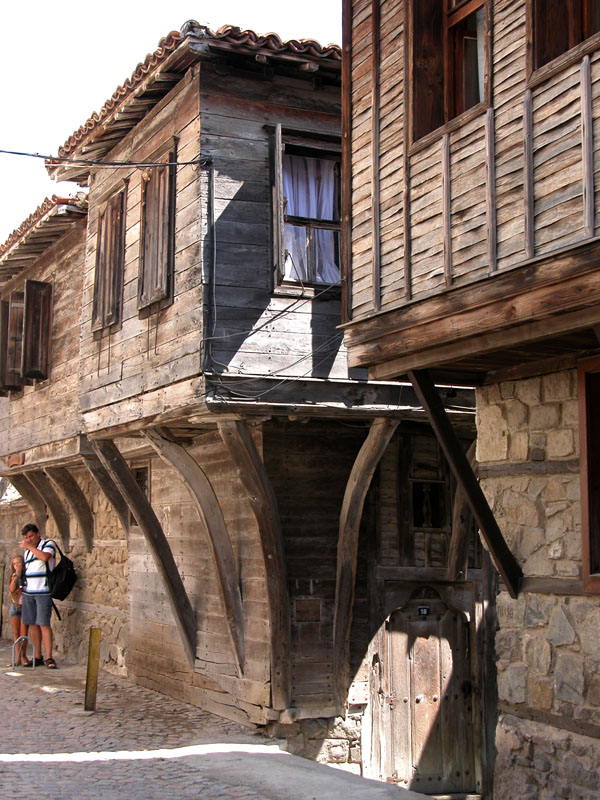
Antigues cases de fusta.

La ciutat es constitueix en centre naval i comercial en els segles següents. Va mantenir fortes relacions polítiques i comercials amb les ciutats de la Grècia antiga, com Milet, Atenes, Corint, Heraclea Pòntica i amb les illes de Rodes, Quios, Lesbos, etc. La seva influència comercial als territoris tracis estava basada en un tractat amb els reis odrisis que datava del segle v aC.
El símbol de la ciutat, l'àncora, està present en totes les monedes encunyades a Apol·lònia des del segle vi aC, la qual cosa prova la importància del seu comerç marítim. La rica ciutat aviat es va convertir en un important centre cultural. en aquella època va ser anomenada Apol·lònia Magna.
Ocupada successivament per romans d'Orient, búlgars i otomans, Sozòpol va ser destinada a Bulgària al segle xix.

## Història eclesiàstica
Sozòpol va ser cristianitzada ben aviat. Consten bisbes residint allà des d'almenys el 431. Són coneguts almenys vuit bisbes (Le Quien, Oriens Cristià I, 1181): Atanasi (431), Pere (680), Eutimi (787) i Ignasi (869) (tots ells pertanyents a l'Església catòlica romana); Teodosi (1357), Joanic, que va arribar a ser Patriarca de Constantinoble el (1524), Filoteus(1564) i Joasap (1721) (tots ells pertanyents a l'Església ortodoxa oriental). Aquesta llista és només enunciativa, atès que la seu encara existia entre els grecs.
 
Des de l'existència de la seu episcopal fins que es va constituir l'arquebisbat d'Adrianòpolis, es va convertir en el segle iv en una metròpoli sense seus episcopals; va desaparèixer potser temporalment amb la conquesta turca, però va reaparèixer més tard.
En 1808 va ser unida a la seu d'Agatòpolis. El titular residia a Agatòpolis, anomenada Akhtébolou en època otomana, al vilayet d'Adrianòpolis (Edirne, en la Turquia europea).
 
Eubel (Hierarchia catholica medii aevi, I, 194) esmenta quatre bisbes llatins del segle iv.

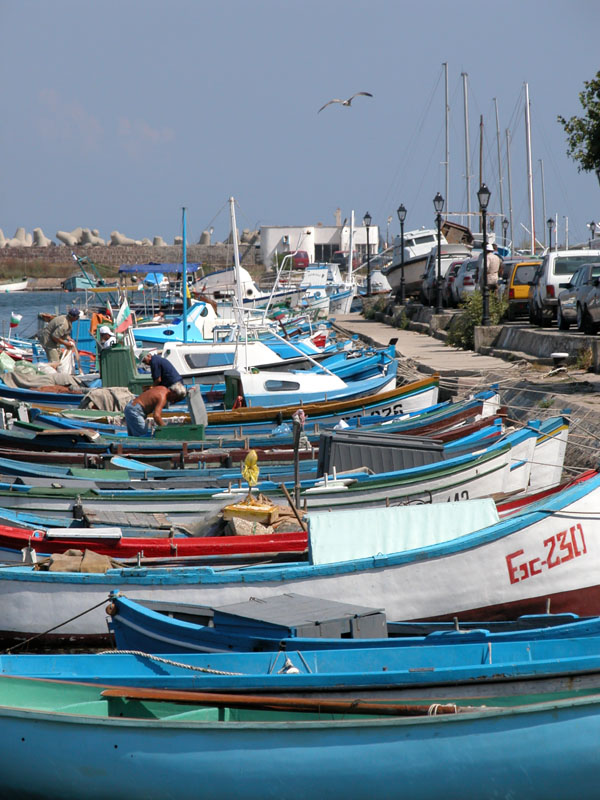
Vaixells de pescadors a Sozòpol

El bisbat està inclòs en la llista de seus titulars de l'Església Catòlica com a Sozòpolis a Haemimonto i com sufragània d'Adrianòpolis a Haemimonto.
L'art va florir en l'era cristiana. Les antigues icones i magnífiques talles en fusta en les iconòstasis són un notable èxit de l'artesania d'aquests temps. L'arquitectura de les cases al nucli antic del Renaixement el converteix en un lloc únic per visitar avui.